# ایالت بایلسا
ایالت بایلسا (به لاتین: Bayelsa) یک ایالت در نیجریه است که ۲۱٬۱۱۰ کیلومترمربع مساحت و ۱٬۹۹۸٬۳۴۹ نفر جمعیت دارد.